# Jean-Pierre Laffeach
Jean-Pierre Laffeach – francuski kierowca wyścigowy.

## Kariera
Laffeach rozpoczął karierę w międzynarodowych wyścigach samochodowych w 1972 roku od startu w 24-godzinnym wyścigu Le Mans w klasie GT. Został sklasyfikowany na dziewiątej pozycji w swojej klasie, a w klasyfikacji generalnej był siedemnasty. Dwa lata później był szósty w klasie GT. W 1976 roku w klasie IMSA odniósł zwycięstwo, a w klasyfikacji generalnej był czternasty.